# Apogon angustatus
 Apogon angustatus és una espècie de peix de la família dels apogònids i de l'ordre dels perciformes.

## Morfologia
Els mascles poden assolir els 11 cm de longitud total.

## Distribució geogràfica
Es troba des del Mar Roig i de l'Àfrica oriental fins al nord de Taiwan i el sud de Nova Caledònia.